# John Michael Wallace
John Michael Wallace (Nova Iorque, 28 de outubro de 1940) é um geofísico e meteorologista estadunidense, professor da Universidade de Washington.
Publicou em 1977 com Peter V. Hobbs o livro-texto Atmospheric Science: An Introductory Survey, com a segunda edição publicada em 2006. Tem (situação em setembro de 2018) um índice h de 85.
Recebeu a Medalha James B. Macelwane de 1972 da União de Geofísica dos Estados Unidos (AGU), a Medalha Carl-Gustaf Rossby de 1993 da Sociedade Meteorológica Estadunidense (AMS) e a Medalha Roger Revelle de 1999 da AGU. Em 1997 foi eleito membro da Academia Nacional de Ciências dos Estados Unidos e também da Academia de Artes e Ciências dos Estados Unidos. Em 2000 foi eleito membro estrangeiro da Academia de Ciências da Rússia.